# Jan van Beek (journalist)
Johannes Petrus Maria (Jan) van Beek (Utrecht, 13 november 1925 - Den Haag, 2 januari 2011) was een Nederlands journalist en hoofdredacteur van de Geassocieerde Pers Diensten.
Van Beek begon zijn loopbaan na de Tweede Wereldoorlog bij het Nijmeegs Dagblad. Later werd hij correspondent in Spanje voor het NRC Handelsblad en de NOS. In 1968 kwam hij in dienst van de GPD (toen nog onder de naam "Gemeenschappelijke Pers Dienst"). Van deze organisatie werd hij hoofdredacteur en uiteindelijk directeur. In 1987 ging hij met de VUT.
Hierna was hij onder andere nog actief als voorzitter van Inter Press Service (IPS) en als bestuurslid van Free Voice. Voor zijn inzet in de Nederlandse journalistiek en met name de GPD werd hij benoemd tot Officier in de Orde van Oranje-Nassau.
In januari 2011 overleed van Beek aan de gevolgen van de zenuwziekte ALS.